# Bhulepur
Bhulepur è una suddivisione dell'India, classificata come census town, di 5.413 abitanti, situata nel distretto di Ambedkar Nagar, nello stato federato dell'Uttar Pradesh. In base al numero di abitanti la città rientra nella classe V (da 5.000 a 9.999 persone).

## Geografia fisica
La città è situata a 26° 31' 36 N e 82° 48' 38 E.

## Società

### Evoluzione demografica
Al censimento del 2001 la popolazione di Bhulepur assommava a 5.413 persone, delle quali 2.809 maschi e 2.604 femmine. I bambini di età inferiore o uguale ai sei anni assommavano a 1.045, dei quali 553 maschi e 492 femmine. Infine, coloro che erano in grado di saper almeno leggere e scrivere erano 2.765, dei quali 1.568 maschi e 1.197 femmine.